# ᇘ
ᇘ 또는 ꥮ(리을키읔)은 ㄹ과 ㅋ을 나란히 놓은 것으로 ㄹ과 ㅋ을 이중 조음한다.

## 코드 값
| 종류                  | 종류           | 글자   | 유니코드 | HTML     |
| --------------------- | -------------- | ------ | -------- | -------- |
| 한글 호환 자모        | 한글 호환 자모 | (없음) | (없음)   | (없음)   |
| 한글 자모 영역        | 첫소리         | ꥮᅠ     | U+A96E   | &#43374; |
| 한글 자모 영역        | 끝소리         | ᅟᅠᇘ     | U+11D8   | &#4568;  |
| 한양 사용자 정의 영역 | 첫소리         |     | U+F7A5   | &#63397; |
| 한양 사용자 정의 영역 | 끝소리         |     | U+F8A3   | &#63651; |
| 반각                  | 반각           | (없음) | (없음)   | (없음)   |

## 기타
한/글에서 이것을 단독(초성, 문자표 사용 안 함, 중성과 종성 안 씀)으로 쓰면 ᇘ이 아닌 ㅀ으로 바뀌는 오류가 있다.